# Startblok
Startblokke er en anordning, der bliver brugt indenfor atletikken af sprintere til at holde deres fødder ved starten af løbet, så de ikke glider, når de skubber sig ud ved lyden af startpistolen. For de fleste niveauer, inklusive alle internationale konkurrencer på højt plan, er startblokkene obligatorisk udstyr til starten af sprinter.